# Rutherfordovo raspršenje
Rutherfordovo raspršenje je pojava iz nuklearne fizike, kojom se objašnjava skretanja alfa-čestica koje udaraju u tanke listiće metala, a s njim se dokazuje postojanje pozitivno nabijene atomske jezgre, koja ima gotovo svu masu atoma. Rutherfordovo raspršenje je objašnjenje strukture atomske jezgre, koje je nastalo nakon pokusa s alfa-česticama i zlatnim listićem, kojeg su izveli Ernest Rutherford, Hans Geiger i Ernest Marsden. Rezultati tog pokusa su pokazali da su skretanja alfa-čestica pod velikim kutevima bila jako rijetka, na primjer pri prolazu kroz listić platine na svakih 8000 jedna alfa-čestica bi skrenula pod kutom većim od 90º.

## Matematičko objašnjenje
Pokus s alfa-česticama i zlatnim listićem je bio jedan od najznačajnih pokusa u nuklearnoj fizici, jer je to bio prvi dokaz da u atomu postoji atomska jezgra. Na osnovu rezultata mnogobrojnih pokusa, s više različitih metalnih listića, Rutherford i njegovi suradnici su zaključili da pri prolazu kroz kroz metalne listiće nastaje raspršenje ili skretanje alfa-čestica. Ovu pojavu su objašnjavali međusobnim djelovanjem alfa-čestica i jezgre atoma metala, kroz koje su one prolazile.
Rutherford je pretpostavio da do skretanja dolazi zbog djelovanja Coulombove sile ili odbijajuće elektrostatičke sile između alfa-čestica s električnim nabojem Z1 i jezgre atoma s električnim nabojem Z2 (Z – atomski broj). Pošto je masa atomske jezgre metala puno veća od mase alfa-čestice, pretpostavka je da je atomska jezgra metala nepokretna. Osim toga, pretpostavka je da elektron ne utječe na skretanje alfa-čestice zbog svoje male mase.

### Parametar sudara
Parametar sudara b je normalna ili okomita (najkraća) udaljenost od centra električno nabijene atomske jezgre do pravca početnog kretanja električno nabijene čestice projektila. Prema Coulombovom zakonu ove dvije čestice s istim nabojem se odbijaju. Odnos između parametra sudara b i kuta skretanja θ iznosi: 
{\displaystyle \theta =\pi -2b\int _{r_{\mathrm {min} }}^{\infty }{\frac {dr}{r^{2}{\sqrt {1-(b/r)^{2}-2U/mv_{\infty }^{2}}}}}}
gdje je: {\displaystyle v_{\infty }} - brzina čestice projektila kada je daleko od centra atomske jezgre i rmin – najkraća udaljenost između centara dviju čestica.
Korištenjem Binetove formule jednadžba putanje alfa-čestice se može opisati:
{\displaystyle {\frac {d^{2}u}{d\theta ^{2}}}+u=-{\frac {Z_{1}Z_{2}e^{2}}{4\pi \epsilon _{0}mv_{0}^{2}b^{2}}}=-\kappa ,}
gdje je: {\displaystyle u={1 \over r}}, {\displaystyle v_{0}} – brzina čestice projektila kada je daleko od centra atomske jezgre, b – parameter sudara. Rješenje ove diferencijalne jednadžbe je:
{\displaystyle u=u_{0}\cos(\theta -\theta _{0})-\kappa ,}
za granične uvjete:
{\displaystyle u\to 0\quad r\sin \theta \to b\quad (\theta \to \pi ).}
Vrijedi isto:
{\displaystyle \theta _{0}={\frac {\pi }{2}}+\arctan b\kappa .}
Kut skretanja Θ se može riješiti za {\displaystyle u\to 0} kao:
{\displaystyle \Theta =2\theta _{0}-\pi =2\arctan b\kappa =2\arctan {\frac {Z_{1}Z_{2}e^{2}}{4\pi \epsilon _{0}mv_{0}^{2}b}}.}
Parametar sudara b na kraju iznosi:
{\displaystyle b={\frac {Z_{1}Z_{2}e^{2}}{4\pi \epsilon _{0}mv_{0}^{2}}}\cot {\frac {\Theta }{2}}.}

### Računanje veličine atomske jezgre
Kod sudara alfa-čestice i atomske jezgre, sva kinetička energija alfa-čestice se pretvara u potencijalnu energiju (Coulombova sila). Zato vrijedi:
{\displaystyle {\frac {1}{2}}mv^{2}={\frac {1}{4\pi \epsilon _{0}}}\cdot {\frac {q_{1}q_{2}}{b}}}
Ili nakon sređivanja:
{\displaystyle b={\frac {1}{4\pi \epsilon _{0}}}\cdot {\frac {2q_{1}q_{2}}{mv^{2}}}}
Za alfa-čestice i zlato vrijedi::
- m (masa) = 6,7×10−27 kg
- q1 = 2×(1,6×10−19) C
- q2 (za zlato) = 79×(1,6×10−19) C
- v (početna brzina alfa-čestice) = 2×107 m/s

Računanjem dobijemo vrijednost oko 2,7×10−14 m (stvarna vrijednost polumjera atomske jezgre zlata je 7,3×10−15 m). Razlika nastaje jer alfa-čestica nema dovoljno energije da dođe toliko blizu atomske jezgre zlata. Pokusi su pokazali da se formule Rutherfordovog raspršenja slažu s rezultatima proračuna, što je dokazalo postojanje atomske jezgre. To je bio uvod u novi Rutherfordov model atoma i dokaz da se Thompsonov model atoma ne slaže s rezultatima pokusa, a time i sa stvarnošću.